# Парламентские выборы в Сан-Марино (1951)
Парламентские выборы в Сан-Марино проходили 16 сентября 1951 года. В результате Сан-Маринская христианско-демократическая партия получила 26 мест и стала крупнейшей партией Генерального совета Сан-Марино. Однако союз Коммунистической и Социалистической партий смог сохранить большинство в Генеральном совете.

## Результаты
| Партия                                           | Голоса | %    | Мест | +/-   |
| ------------------------------------------------ | ------ | ---- | ---- | ----- |
| Сан-Маринская христианско-демократическая партия | 1 917  | 43,0 | 26   | +1    |
| Сан-маринская коммунистическая партия            | 1 305  | 29,3 | 18   | -     |
| Сан-Маринская социалистическая партия            | 985    | 22,1 | 13   | -22   |
| Патриотическая независимая трудовая ассоциация   | 248    | 5,6  | 3    | новая |
| Недействительных/пустых бюллетеней               | 112    | -    | -    | -     |
| Всего                                            | 4 567  | 100  | 60   | 0     |
| Зарегистрированных избирателей/ Явка             | 7 301  | 62,6 | -    | -     |
| Источник: Nohlen & Stöver                        |        |      |      |       |